# Nice Feelin'
| Recensione | Giudizio |
| ---------- | -------- |
| AllMusic   | [ 1 ]    |

Nice Feelin' è il secondo album discografico della cantante folk-pop statunitense Rita Coolidge, pubblicato dalla casa discografica A&M Records nel novembre del 1971.
L'album raggiunse la centotrentacinquesima posizione della classifica statunitense The Billboard 200.

## Tracce
Lato A
1. Family Full of Soul – 2:56 (Marc Benno)
2. You Touched Me in the Morning – 3:20 (Mike Utley, Steven Bogard)
3. If You Were Mine – 3:37 (Jimmy Lewis)
4. Nice Feelin' – 5:26 (Marc Benno)
5. Only You Know and I Know – 3:36 (Dave Mason)

Lato B
1. I'll Be Here – 4:21 (Jimmy Lewis)
2. Better Days – 3:07 (Graham Nash)
3. Lay My Burden Down – 3:59 (Mike Utley, Steven Bogard)
4. Most Likely You Go Your Way (And I'll Go Mine) – 4:10 (Bob Dylan)
5. Journey Through the Past – 3:27 (Neil Young)

## Formazione
- Rita Coolidge - voce, pianoforte (brano: Journey Through the Past)
- Marc Benno - chitarra, voce
- Charlie Freeman (The Dixie Flyers) - chitarra
- Mike Utley (The Dixie Flyers) - tastiera
- Tommy McClure (The Dixie Flyers) - basso
- Sammy Creason (The Dixie Flyers) - batteria

Ospiti
- Al Kooper - organo Hammond (brano: I'll Be Here)
- Nick De Caro - accordion (brano: Journey Through the Past)
- Don Brooks - armonica (brani: Only You Know and I Know, Better Days e Most Likely You Go Your Way (And I'll Go Mine))
- Rusty Young - steel guitar (brano: You Touched Me in the Morning)
- Ronald Stone - direzione musicale

Note aggiuntive
- David Anderle - produttore (per la Willow Production)
- Registrato al A&M Studios, Wally Heider Studios ed al Island Studios
- Bruce Botnick - ingegnere delle registrazioni (A&M Studios)
- Glyn Johns e Richie Moore - ingegneri delle registrazioni (Wally Heider Studios)
- Glyn Johns - ingegnere del remixaggio (Island Studios, Inghilterra)
- Ringraziamento speciale a Tony Platt (Island Studios, Inghilterra)
- Roland Young - art direction
- Ethan A. Russell - fotografie interne copertina album
- Bob Jenkins - fotografie fronte e retrocopertina album
- Wayne Kimball - lettering[4]